# رافنسبروك
رافنسبروك (بالألمانية: Ravensbrück)، هو معسكر اعتقال نازي مخصص للنساء فقط، أُنشئ بين عامي 1939 و1945 في شمال ألمانيا، على بُعد نحو 90 كيلومترًا شمال برلين، بالقرب من قرية رافنسبروك، التابعة لبلدة فورستنبرغ/هافل.
تشير تقديرات النصب التذكاري للمعسكر إلى أن عدد النساء اللواتي احتُجزن فيه خلال الحرب بلغ نحو 132,000 امرأة، من بينهن حوالي 48,500 من بولندا، و28,000 من الاتحاد السوفيتي، وما يقرب من 24,000 من ألمانيا والنمسا، ونحو 8,000 من فرنسا، وما يقارب 2,000 من بلجيكا، إلى جانب الآلاف من دول أخرى، بما في ذلك عدد قليل من المملكة المتحدة والولايات المتحدة. وكانت أكثر من 20,000 منهن (أي حوالي 15٪) من اليهود، بينما تجاوزت نسبة السجينات السياسيات 80٪ من الإجمالي.
استُخدمت العديد من السجينات للعمل القسري لدى شركة "سيمنز وهالسكي" ومن عام 1942 حتى 1945، أجرى الأطباء النازيون تجارب طبية على عدد من سجينات رافنسبروك لاختبار فعالية عقاقير السلفوناميد.
وفي ربيع عام 1941، أنشأت قوات الأمن الخاصة النازية معسكرًا صغيرًا مجاورًا للرجال، استخدموا فيه لبناء وإدارة غرف الغاز التي بدأت العمل في يناير 1945. من بين النساء اللواتي اعتقلن في معسكر رافنسبروك، لقي نحو 50,000 حتفهن، وتعرضت نحو 2,200 منهن للقتل في غرف الغاز.

## السجناء
بدأ بناء المعسكر في نوفمبر 1938 بأمر من زعيم شوتزشتافل هاينريش هيملر وكان غير معتاد في أنه كان مخصصًا حصريًا لاحتجاز السجينات. سكن رافينسبروك السجناء لأول مرة في مايو 1939، عندما نقلت القوات الخاصة 900 امرأة من محتشد اعتقال ليشتنبرغ في ولاية سكسونيا . بعد ثمانية أشهر من بداية الحرب العالمية الثانية تم تجاوز السعة القصوى للمخيم بالفعل. خضعت لتوسيع كبير بعد غزو بولندا. بحلول صيف عام 1941 مع إطلاق عملية بربروسا، تم سجن ما مجموعه 5000 امرأة، تم إطعامهن بشكل تدريجي لخفض حصص الجوع. بحلول نهاية عام 1942، نما عدد نزلاء المعسكر إلى حوالي 10000. ربما كان أكبر عدد من السجناء في وقت واحد فيه حوالي 45000.
بين عامي 1939 و1945، مر ما بين 130,000  إلى 132000  السجينات عبر نظام معسكر رافينسبروك. وفقا لEncyclopædia Britannica، حوالي 50,000 منهم لقوا حتفهم من المرض والمجاعة والإرهاق واليأس. وقتل نحو 2200 في غرف الغاز. في 29-30 أبريل 1945، كان حوالي 3500 سجين لا يزالون على قيد الحياة في المعسكر الرئيسي. خلال السنة الأولى من إقامتهم في المخيم، من أغسطس 1940 إلى أغسطس 1941، ماتت حوالي 47 امرأة. خلال العام الأخير من وجود المخيم، توفي حوالي 80 سجينًا كل يوم بسبب أمراض أو أسباب تتعلق بالمجاعة.
على الرغم من أن السجناء جاءوا من كل دولة في أوروبا التي تحتلها ألمانيا، إلا أن أكبر مجموعة وطنية واحدة في المعسكر كانت بولندية. في ربيع عام 1941، أنشأت سلطات القوات الخاصة معسكرًا صغيرًا للرجال بجوار المخيم الرئيسي. بنى السجناء الذكور غرف الغاز للمخيم وأداروها عام 1944.

## حراس

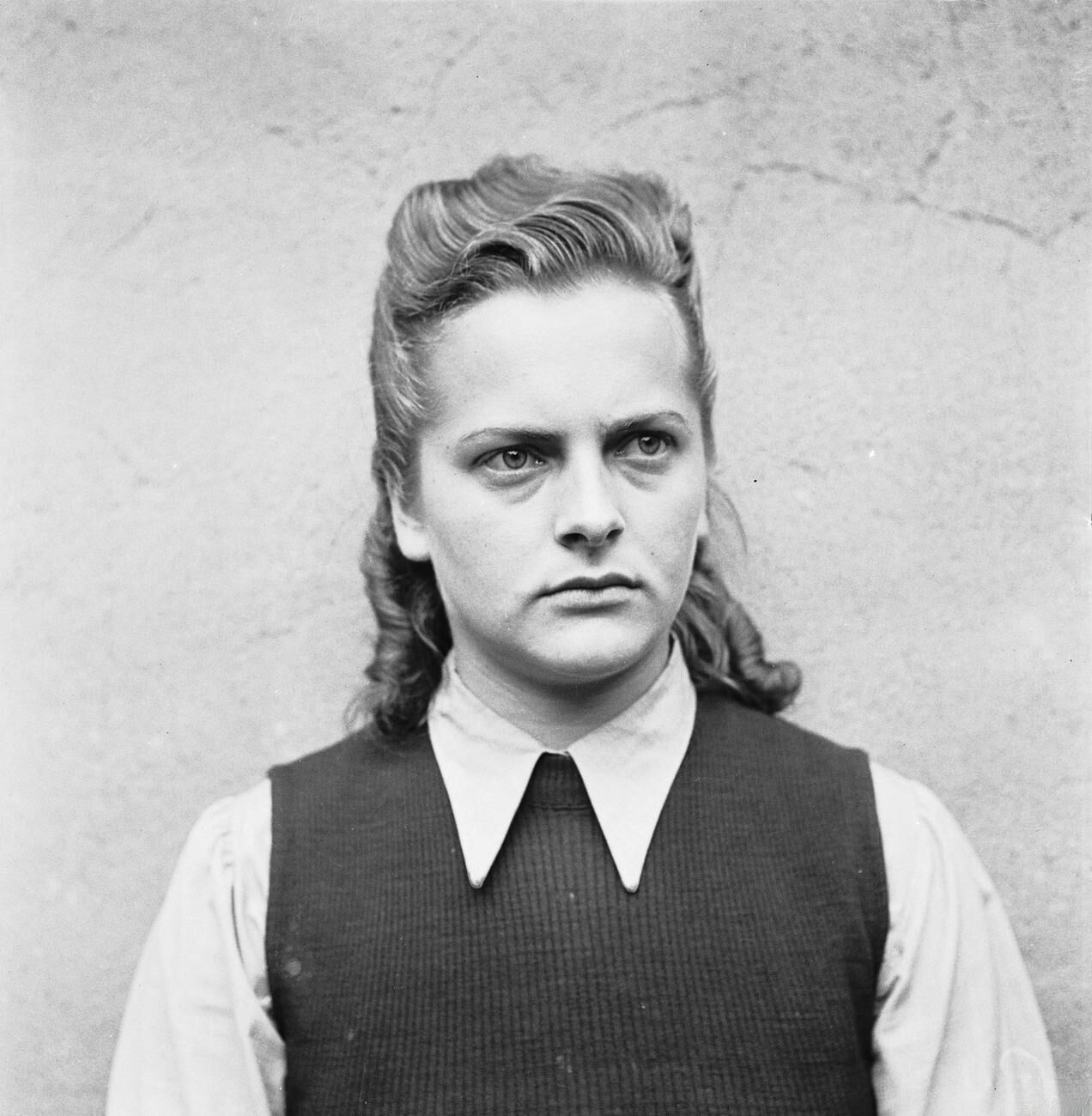
إيرما غريس 1945